# Save Room
Save Room is een single van de Amerikaanse r&b-zanger John Legend.

## Geschiedenis
Save Room was de eerste single van zijn tweede album, Once Again. De single werd uitgebracht in september 2006 en bevat een sample van Stormy, een lied van de Hongaars-Amerikaanse jazzmuzikant Gábor Szabó. Deze sample werd naar Legend gebracht door will.i.am, met wie hij later deze single zou produceren. Opvallend is dat er geen piano wordt gebruikt. Alleen de stem van Legend komt in Save Room voor.

## Videoclip
De videoclip van Save Room werd opgenomen in New York. John Legend is te zien met verschillende vrouwen met wie hij een relatie heeft, maar met wie hij in problemen komt.

## Hitnoteringen

### Nederlandse Top 40
| Save Room in de Nederlandse Top 40 | Save Room in de Nederlandse Top 40 | Save Room in de Nederlandse Top 40 | Save Room in de Nederlandse Top 40 | Save Room in de Nederlandse Top 40 | Save Room in de Nederlandse Top 40 | Save Room in de Nederlandse Top 40 | Save Room in de Nederlandse Top 40 | Save Room in de Nederlandse Top 40 | Save Room in de Nederlandse Top 40 | Save Room in de Nederlandse Top 40 | Save Room in de Nederlandse Top 40 | Save Room in de Nederlandse Top 40 | Save Room in de Nederlandse Top 40 | Save Room in de Nederlandse Top 40 | Save Room in de Nederlandse Top 40 | Save Room in de Nederlandse Top 40 | Save Room in de Nederlandse Top 40 |
| Week                               | 1                                  | 2                                  | 3                                  | 4                                  | 5                                  | 6                                  | 7                                  | 8                                  | 9                                  | 10                                 | 11                                 | 12                                 | 13                                 | 14                                 | 15                                 | 16                                 |                                    |
| ---------------------------------- | ---------------------------------- | ---------------------------------- | ---------------------------------- | ---------------------------------- | ---------------------------------- | ---------------------------------- | ---------------------------------- | ---------------------------------- | ---------------------------------- | ---------------------------------- | ---------------------------------- | ---------------------------------- | ---------------------------------- | ---------------------------------- | ---------------------------------- | ---------------------------------- | ---------------------------------- |
| Positie                            | 38                                 | 35                                 | 23                                 | 16                                 | 11                                 | 15                                 | 19                                 | 20                                 | 25                                 | 26                                 | 26                                 | 33                                 | 33                                 | 33                                 | 34                                 | 37                                 | uit                                |

### NPO Radio 2 Top 2000
| Nummer met noteringen in de NPO Radio 2 Top 2000 | '07  | '08-'12 | '13  |
| ------------------------------------------------ | ---- | ------- | ---- |
| Save Room                                        | 1646 | -       | 1993 |

1. ↑  Een '-' betekent dat het nummer niet was genoteerd en een vetgedrukt getal geeft de hoogste notering aan.
2. ↑  2007 was het eerste jaar met een notering voor dit nummer.
3. ↑  Deze tabel is bijgewerkt tot en met de laatste editie (2024).